# Linyphia limatula
Linyphia limatula är en spindelart som beskrevs av Simon 1904. Linyphia limatula ingår i släktet Linyphia och familjen täckvävarspindlar. Inga underarter finns listade i Catalogue of Life.